# Margrete Drejer
Margrete Tora Drejer, född 13 oktober 1889 i Köpenhamn, död 15 maj 1975 på Frederiksberg var en dansk textilkonstnär och målare.
Drejer utbildade sig på Det Kongelige Danske Kunstakademi och Tegne- og Kunstindustriskolen for Kvinder och lärde sig guldbroderi och hedebosöm. Hon arbetade som lärare på Kunstakademiet och Kunstindustriskolan och hos Clara Wæver, och broderade föreningsfanor och kyrkotextilier på beställning.
Hon ritade broderimönster till folkhögskolornas handarbetskurser. 1936 publicerade hon och Johanne Arnbech-Jensen mönstersamlingen Sting og Mønstre for Skole og Hjem.
Hon ritade också tapetmönster samt broderade och vävde prov åt  
Nationalmuseet i Brede.